# Летњиковац краља Александра I Карађорђевића
Летњиковац краља Александра  Карађорђевића се налази у селу Нересница, шест километара источно од Кучева, на магистралном путу према Мајданпеку и Неготину. Објекат је у великој мери запуштен и захтева темељну обнову.

## Просторна целина
Просторну целину летњиковца чине два складно укомпонована дела: урбани садржај и парк.

### Урбани део
Урбани део летњиковца чини  неколико зграда
- Пријемна зграда – налази се испред главног улаза у летњиковац. Служила је за потребе административног особља. У оквиру ње постојала је и лабораторија за испитивање и контролу квалитета злата.
- Помоћна зграда – налази се десно од пријемне зграде. Зграда је служила за живот и рад помоћног особља.
- Краљева вила – централна зграда летњиковца, која је била предвиђена за боравак и одмор краљевске породице. Вила је смештена дубоко унутар летњиковца, на супротној страни у односу на пријемну зграду.
- Радионица – зграда у којој су обављане активности у вези одржавања багера. Ова зграда се налази са дуге стране сеоског пута.

### Парк
Парк се налази се између виле и пријемне зграде. Од дрвних врста доминирају различити четинари и листопадно дрвеће, нарочито липа и кестен.

## Историја настанка Краљеве виле и летњиковца
Почетком тидесетих година 20. века, краљ Александар је постао већински сувласник акционарског друштва „Нересница–Глоговица”, које је планирало интензивну експлоатацију злата из златоносног песка Пека. У том циљу купљен је багер помоћу кога је требало да се врши ископавање песка, о чему данас сведоче остаци минијатурних речна језера у околини. Ради надгледања радова, али и због одмора, краљ је намеравао да чешће долази у овај крај. Одлучено је да се изгради адекватна зграда са пратећим садржајима где би краљевска породица одседала током боравка у Нересници. На жалост, атентат на краља 9. октобра 1934. године, три дана пре пуштања у рад гигантског багера, прекинуо је краљеве планове у вези са златом и летњиковцем.

## Положај и обнова
Летњиковац је до 1947. године био у власништву краљевске породице Карађорђевић, када им је ова, као и остала имовина, декретом конфискована. У међувремену није било адекватног одржавања, због чега је цео комплекс видно оштећен. Законом о реституцији, решен је правни статус летњиковца, који је дат на коришћење општини Кучево.
У току су припреме за темељну обнову летњиковца и Туристичка организација Кучево очекује да ће летњиковац, с обзиром на своју занимљиву историју, бити првенствено у функцији развоја туризма општине Кучево, тим пре што се налази у веома лепом окружењу – у подножју северних обронака Хомољских планина, на пар стотина метара од Пека.
У околини летњиковца у Пек се улива и пет бистрих планинских речица (Дубочка река, Гложана, Комша, Буковска и Шевичка река), од којих свака протиче кроз живописне долине. Такође, у непосредној близини летњиковца налази се новоизграђена фабрика минералне воде „Дубока”. Један километар низводно, на ушћу Буковске реке у Пек, налази се и извор ове минералне воде са чесмом са које се вода може користити и бесплатно. Извор је у окружењу неколико минијатурних језера насталих пре око 80 година ископавањем златоносног песка у приобаљу Пека.